# Paul Morphy
Paul Charles Morphy (New Orleans, Louisiana, 1837. június 22. – New Orleans, 1884. július 10.) amerikai sakkozó volt, nem hivatalos sakkvilágbajnok. Morphy egyike volt az első sakkcsodagyerekeknek. Csak hobbiból sakkozott, mégis kora legjobbja volt.
Az elsők között választották be 1986-ban a US Chess Hall of Fame, 2001-ben a World Chess Hall of Fame tagjai közé.

## Élete

### Gyermekkora
Gazdag és előkelő new orleans-i családban született. Apja, Alonzo Michael Morphy ügyvéd – aki portugál, ír és spanyol felmenőkkel rendelkezett – tagja volt Louisiana állam törvényhozásának, főügyész volt és a Legfelsőbb Bíróság tagja. Anyja, Louise Thérèse Félicité Thelcide Le Carpentier egy francia kreol család zenében tehetséges lánya volt. Morphy olyan környezetben nőtt fel, amelyekben a családi vasárnapokhoz hozzátartozott a zene és a sakk.
Nagybátyja, Ernest Morphy szerint Pault senki sem tanította sakkozni, úgy tanulta meg, hogy kisgyermekként mások játékát figyelte. Egyszer, miután végignézett egy Ernest és Alonzó közti hosszú partit, azzal lepte meg őket, hogy kijelentette, Ernestnek kellett volna nyernie. Korábban még azt sem sejtették, hogy Paul a lépéseket ismeri. Még jobban meglepődtek, amikor Paul visszaállította a bábukat és még azt is megmutatta, hogyan kellett volna Ernestnek győznie.

### Gyermekkori győzelmei
A család ezzel felismerte Paul sakktehetségét és ettől fogva arra biztatták, hogy minél többet játsszon a családi összejöveteleken és a környéken. Kilencéves korára már New Orleans egyik legjobb sakkjátékosának tartották. 1846-ban Winfield Scott tábornok, aki erős sakkjátékosnak tartotta magát, New Orleansban járva egy szintén erős helyi sakkozót keresett ellenfélnek. A vacsora után felállították a sakktáblát és bekísérték Scott ellenfelét: a kilencéves Paul Morphyt. Scott először megsértődött, mert azt gondolta, a bolondját járatják vele, de meggyőzték, hogy kívánsága teljesült, és egy csodagyerekkel játszhat. Ezek után Paul kétszer is megverte, a második partiban úgy, hogy hat lépés után bejelentette: matt következik. Scott nem akart többet játszani.
1850-ben, amikor Morphy 12 éves volt, az igen erős profinak számító magyar sakkmester, Löwenthal Jakab járt a városban. Ő korábban már gyakran játszott tehetségnek tartott fiatalokkal, akiket megvert, ezért időpocséklásnak gondolta, hogy Paul ellen játsszék, a bíró apa iránti tiszteletből mégis elfogadta a kihívást. Paullal találkozva leereszkedően megveregette a fejét. Az első játszma 12. lépésénél észre kellett vennie, hogy ezúttal igazi ellenféllel van dolga. Paul minden ezt követő jó lépésénél Löwenthal szemöldöke úgy szaladt fel (ahogy Ernest Morphy leírta a történteket), mint egy komédiában. Löwenthal három partit játszott Paul ellen, amíg New Orleansban volt, és elveszítette mind a hármat. A Sergeant által írt Morphy's Games of Chess című mű az egyik játszmát tévesen döntetlennek jelzi, amelyet később más források is átvettek. A David Lawson által írt életrajzi regény kijavítja ezt a hibát, ismertetve a játszma teljes lefolyását, ahogyan az a valóságban megtörtént.

## Iskolaévek és az Első Amerikai Sakk Kongresszus
1850 után Morphy sokáig alig sakkozott, inkább a tanulásra koncentrált. 1854-ben végezte el az alabamai Mobile-ban a Spring Hill College középiskolát. Rátett még egy évet, matematikát és filozófiát tanult és a legkiválóbb minősítéssel kapta meg az A.M. minősítést.
Ezután a Louisianai Egyetemen folytatta tanulmányait, ahol jogot hallgatott. 1857. április 7-én nyerte el az L.L.B. fokozatot, és felkészülésképp állítólag fejből megtanulta a teljes louisianai törvénykönyvet.
Mivel még nem érte el a törvényben ahhoz megkövetelt kort, hogy jogi praxist folytasson, sok szabadideje volt. Meghívást kapott az 1857 őszén New Yorkban tartott Első Amerikai Sakk Kongresszus versenyre. Először nem akart menni, de nagybátyja unszolására ringbe szállt és legyőzte valamennyi ellenfelét, az utolsó fordulóban a nagy játékerejű német sakkmestert, a világ egyik legjobb játékosát, Louis Paulsent. Ezzel az Amerikai Egyesült Államok legjobbja lett, de a korabeli jelentések szerint ez nem változtatott szerénységén.

## Morphy Európában
Röviddel New Orleansba való visszatérése után az angliai Birminghambe hívták, ahol 1858 nyarán rendeztek sakktornát. Még mindig túl fiatal volt a jogi pálya elkezdéséhez, ezért elutazott a versenyre. A torna helyett azonban páros mérkőzések sorozatát vívta valamennyi vezető angol mester ellen, kivéve a veterán Howard Stauntont, aki már jóval túl volt pályája csúcsán és aki nem állt ki Morphy ellen, miután tanúja volt a játékának.
Staunton később bírálatokat is kapott, amiért nem állt ki. Ebben az időben Shakespeare összes műveinek kiadásán dolgozott, de Morphy látogatásának idején játszott sakkversenyen is. Később Morphyt okolta a párviadal elmaradásáért, azzal a vitatott igazságtartalmú váddal, hogy Morphynak nem volt pénze, hogy letegye a meccs tétjét.
Új ellenfeleket keresve Morphy átkelt a Csatornán Franciaországba. A francia sakk központjában, a párizsi Café de la Régence-ban párosmérkőzést játszott Daniel Harrwitzcal, akit könnyedén legyőzött.
Párizsban egy influenza a bélrendszerére ment, a kor szokásainak megfelelően piócakezelést kapott és nagy mennyiségű vért vesztett. Bár ahhoz is túl gyenge volt, hogy felálljon, ragaszkodott hozzá, hogy folytatódjék a látogatóban lévő német mester, az Európa akkori legjobbjának tartott Adolf Anderssen elleni mérkőzése. Párizsban 1858-59-ben mérkőzött meg Andersennel, hét nyert játszmáig játszották a meccset, amelyet a német sakkozó győzelemmel kezdett, Morphy a harmadik játszmában egyenlített ki, majd 7-2-es nyeréssel a világ legerősebb játékosa lett. Betegsége ellenére ezt az összecsapást is könnyedén megnyerte: hétszer nyert és csak két győzelmet és két döntetlent engedélyezett ellenfelének.  Anderssen, amikor a vereségről kérdezték, arról panaszkodott, hogy kiment a gyakorlatból, ugyanakkor elismerte, hogy kettőjük közül Morphy a jobb játékos. Sőt, azt is hozzátette, hogy Morphy a valaha élt legjobb sakkjátékos, és jobb a nagyhírű francia bajnoknál, La Bourdonnais-nál is.
Angliában és Franciaországban is Morphy számos szimultánt játszott, bemutatva többek közt, hogy vakon sakkozva is képes akár nyolc ellenfelet is legyőzni. A híressé vált operajátszmában a párizsi olasz operaházban Brunswick hercegét és Isouard grófot győzte le.

## Világbajnokként ünneplik
Morphy ekkor még csak 21 éves volt, de már híres. Európában világbajnokként ünnepelték. Párizsban 1859. április 4-én egy tiszteletére tartott banketten babérkoszorút helyeztek Morphy Eugene Lequesne alkotta mellszobra fölé. Egy hasonló eseményen Londonban, ahová 1859 tavaszán visszatért, szintén világbajnokként köszöntötték. Viktória királynő magánkihallgatáson fogadta. Olyan erősnek tartották, hogy még mesterek sem merték kihívni anélkül, hogy valamilyen előnyt kaptak volna. Amikor öt mester ellen játszott szimultánt (Jules Arnous de Rivière, Samuel Boden, Thomas Barnes, Löwenthal János Jakab és Henry Bird), még akkor is csak egy játszmát veszített, miközben kettőt megnyert és két döntetlent ért el.
A Chessmetrics historikus pontszámítása alapján 1858 szeptembertől 1861 novemberig 39 hónapon keresztül a világranglista 1. helyén állt. Legmagasabb pontértéke 2743 volt, amelyet 1859 júniusban ért el.
Meglepetésre 1860-ban, 23 évesen bejelentette visszavonulását. 1862-ben szervezték meg a második londoni versenyt, amely már körverseny volt. Morphy elődje és utódja, Anderssen újra győzött, s ezzel visszahódította a világelsőséget. Morphy ezt követően már nem játszott komoly sakkmérkőzést.
A déliek oldalán részt vett az amerikai polgárháborúban, majd jogi karrierje építésébe kezdett.

## Halála
1884-ben fürdőszobájában holtan találták. Vélhetően stroke-ot kapott, miután hideg vizes fürdőt vett a kinti nagy hőségre való tekintettel.

## Könyvek róla
- Frederick Milne Edge: Paul Morphy, the Chess Champion. An Account of His Career in America and Europe. New York, 1859
- David Lawson, in Paul Morphy, The Pride and Sorrow of Chess, Mckay, 1976. ISBN 978-0-679-13044-4
- Shibut, Macon: Paul Morphy and the Evolution of Chess Theory, DOVER PUBN INC, 2004, ISBN 0486435741
- Lange, Max: Paul Morphy, Jens-Erik Rudolph Verlag, 2009, ISBN 3941670042
- Beim, Valeri: Paul Morphy: A Modern Perspective, RUSSELL ENTERPRISES INC, 2006, ISBN 1888690267
- Maróczy Géza: Paul Morphy Sammlung der von ihm gespielten Partien mit ausführlichen Erlauterngen, Veit und Comp., Leipzig 1909., Walter de Gruyter & Co., 1925., Reprint kiadás: Olms-Verlag, Zürich 1979
- Frisco Del Rosario: A First Book of Morphy, Trafford, 2004. ISBN 1-4120-3906-1
- Regina Morphy-Voitier: Life of Paul Morphy in the Vieux Carré of New-Orleans and Abroad, 1926
- Chris Ward: The Genius of Paul Morphy , Cadogan Books, 1997. ISBN 978-1-85744-137-6
- Andrés Clemente Vázquez: La odisea de Pablo Morphy en la Habana, 1862–1864, Propaganda Literaria, Havana, 1893
- Rogelio Caparrós: Paul Morphy. Partidas completas, Ediciones Eseuve, Madrid 1993. ISBN 84-87301-88-6

### Magyarul
- Paul Morphy, a new orleans-i sakkzseni
- Jevgenyij Zagorjanszkij: Morphy regénye; ford. Flórián Tibor; Sport, Bp., 1964
- Tízezer lépés Morphyval. 303 válogatott játszma és történeti vonatkozásai XXI fejezetben; szerk. Gerencsér Csaba, Bilek István; EKJB, Bp., 1995